# SMS Niobe (1861)
Pour les autres navires du même nom, voir SMS Niobe.
La SMS Niobe, est une frégate à voiles qui fut mise à l'eau le 18 septembre 1849 à Portsmouth. C'était la demi-sister-ship de la SMS Thetis, de tonnage plus important.

## Histoire
Ce navire a été baptisé d'après Niobé, fille de Tantale. Il est construit par les chantiers navals royaux de Portsmouth (Royal Dockyard).
C'est en 1861 que la marine royale prussienne achète cette frégate à la Royal Navy. Elle est sous le drapeau prussien le 21 octobre 1861 et sert de navire-école pour les cadets de la marine prussienne, puis de la marine impériale allemande, jusqu'au 18 novembre 1890, date à laquelle elle est désarmée. Elle est commandée par Wilhelm von Wickede en 1875.
Elle est démolie en 1908. Sa figure de proue se trouve aujourd'hui à l'Académie navale de Mürwik.

## Commandants
- Korvettenkapitän Karl Ferdinand Batsch (de), 12 juillet 1865-25 mars 1867
- Kapitänleutnant Alexander von Monts (de), 1867
- Korvettenkapitan Adolph Wilhelm Berger (de) 14 avril-20 septembre 1874
- Kapitän zur See Wilhelm von Wickede, 1875
- Korvettenkapitan Karl Paschen (de) 1876
- Kapitän zur See Hans Koester 3 avril-28 septembre 1883
- Kapitän zur See Ernst Fritze (de), 1890